# Félix Courtinard
Félix Courtinard (né le 12 juillet 1961 à Saint-Joseph) est un ancien joueur de basket-ball français. Il joue au poste d'pivot et mesure 2,05 m. Il a fondé le club de basketball de Goyave ABBG en Guadeloupe, il est l'actuel entraîneur des équipes du club.

## Clubs
- 1983-1984 :  Oloron (Nationale 4)
- 1984-1986 :  Salon (Nationale 3 puis Nationale 2)
- 1986-1987 :  Voiron (N1B)
- 1987-1988 :  Nantes (Pro A)
- 1988-1990 :  Gravelines (Pro A)
- 1990-1991 :  Cholet (Pro A)
- 1991-1993 :  ASVEL (Pro A)
- 1993-1994 :  PSG Racing (Pro A)
- 1994-1995 :  Strasbourg (Pro A)

## Sélection nationale
- 4e au Championnat d'Europe des Nations 1991
- 7e au Championnat d'Europe des Nations 1993
- Médaille de bronze aux Jeux méditerranéens de 1993 à Agde
- 50 sélections, 391 points